# Voorn
Voorn is een verzamelnaam voor een aantal vissoorten behorende tot de eigenlijke karpers (Cyprinidae).
Voorn wijst niet op een apart geslacht, familie of soort, maar is een naam in de volks- en vissersmond gebruikt voor een aantal vissen die gelijkaardige kenmerken hebben. Zo hebben, op de serpeling en de bittervoorn na, de meeste voorns oranje of roodachtige vinnen. Bijna allemaal worden ze best bevist op ofwel half water (tussen oppervlakte en bodem) of aan de oppervlakte. Gelijkaardige termen in andere talen zijn minnow (engels), vairon (frans) en Elritze (duits).
Volgende vissoorten worden soms als voorn benoemd:
- De Bittervoorn (Rhodeus amarus) komt voor in stilstaand en langzaam stromend water. Ze bereiken een maximumlengte van ± 9 cm.
- De Blankvoorn (Rutilus rutilus of Leuciscus rutilus) komt voor in zowel stilstaand als stromend water. Ze bereiken maximaal een lengte van ± 50 cm, en maximaal een gewicht van ±1,8 kg.
- De Kopvoorn (Squalius cephalus of Leuciscus cephalus) of meun komt voor in stromend water. Ze bereiken maximaal een lengte van ± 60 cm, en een maximumgewicht van ± 4,2 kg.
- De Ruisvoorn (Scardinius erythrophthhalmus), of rietvoorn, komt voor in stilstaand en langzaam stromend water. Ze bereiken maximaal een lengte van ± 50 cm, en een maximumgewicht van ± 2 kg.
- De Serpeling (Leuciscus leuciscus) komt voor in stromend water. Ze bereiken maximaal een lengte van ± 30 cm.
- De Winde (Leuciscus Idus) of windvoorn komt voor in stilstaand en langzaam stromend water. Ze bereiken maximaal een lengte van ± 80 cm en een maximumgewicht van meer dan 4 kg.

Vaak wordt met de term voorn enkel verwezen naar de blankvoorn en de rietvoorn.

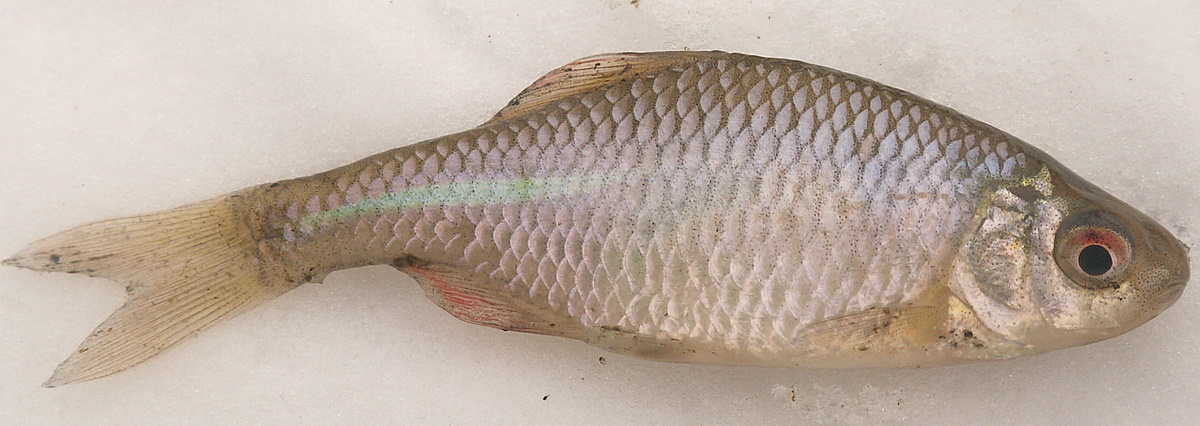
Bittervoorn
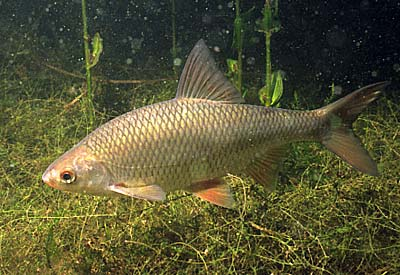
Blankvoorn
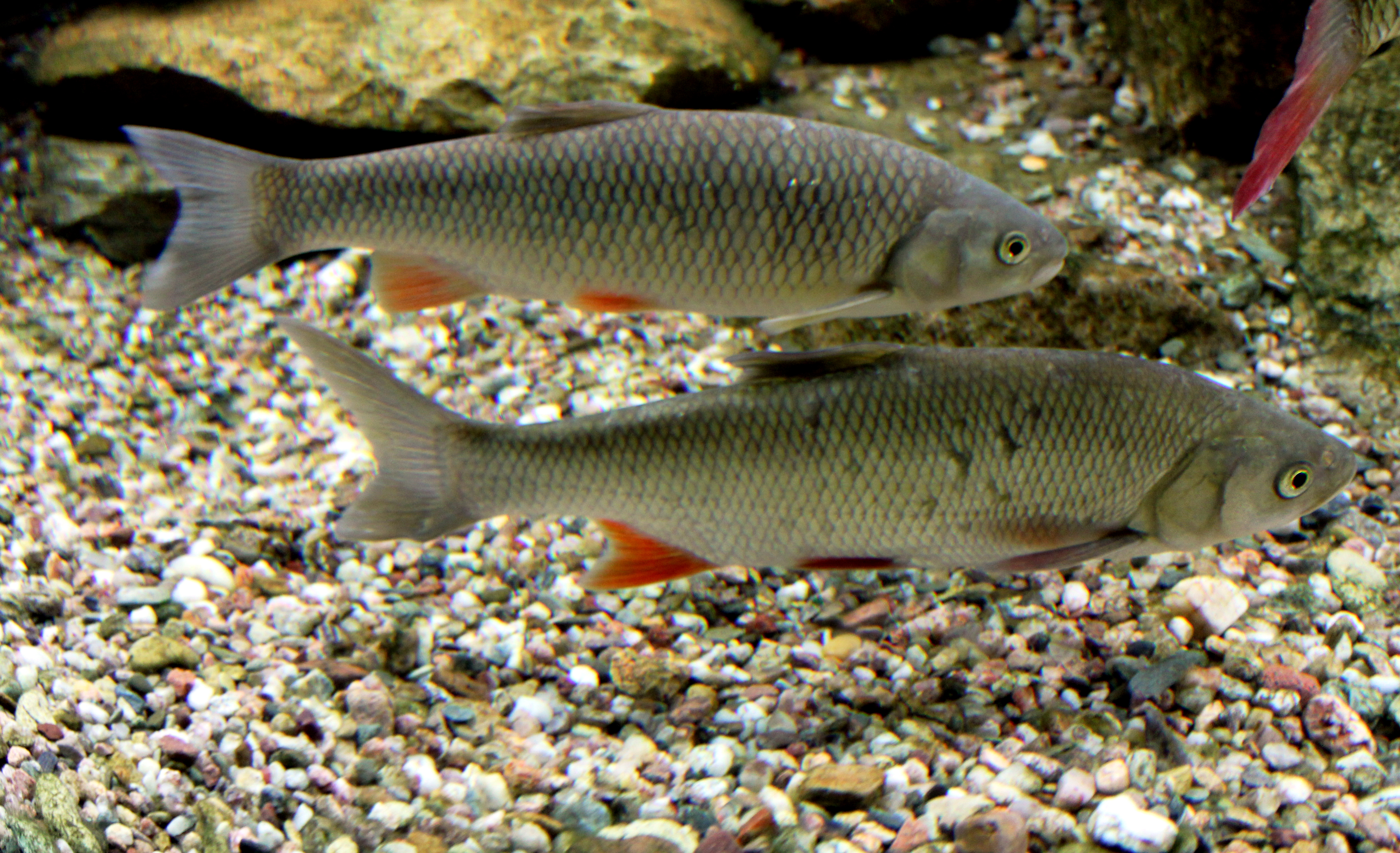
Kopvoorn
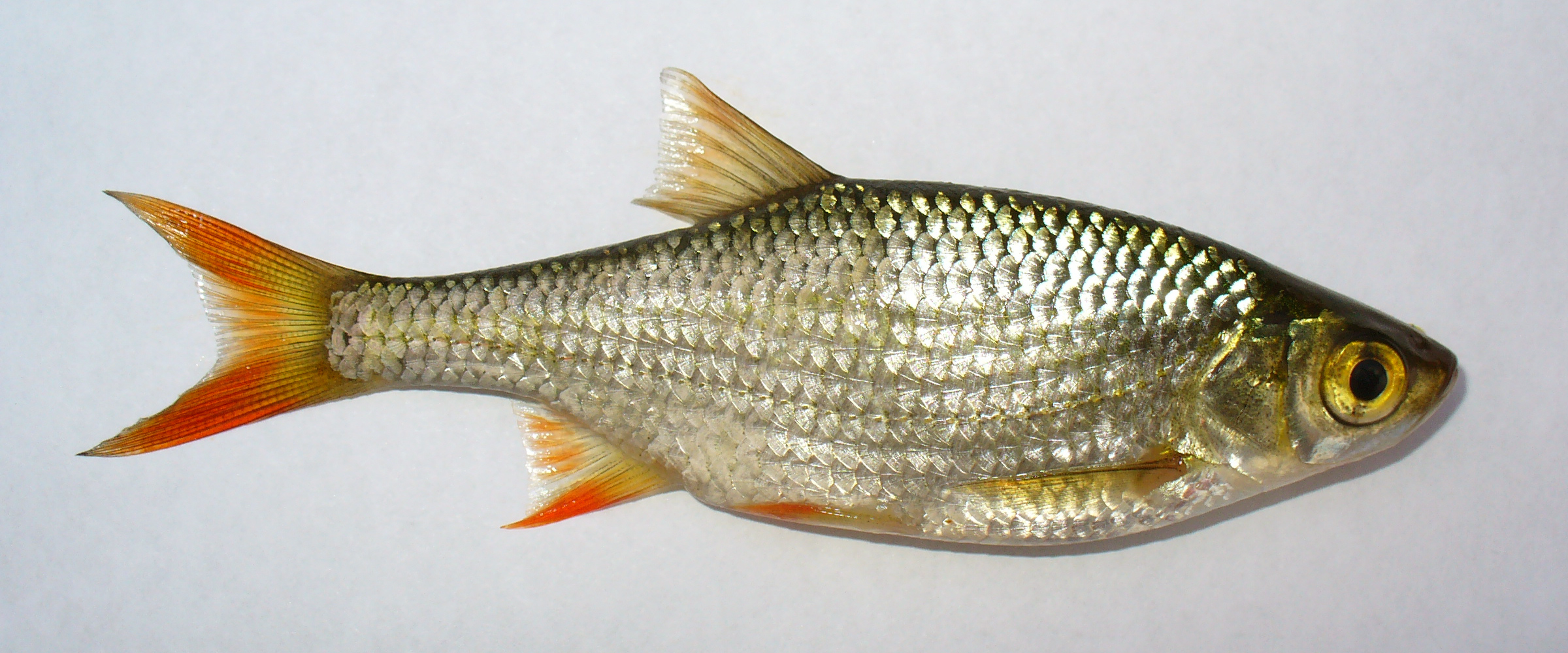
Ruisvoorn
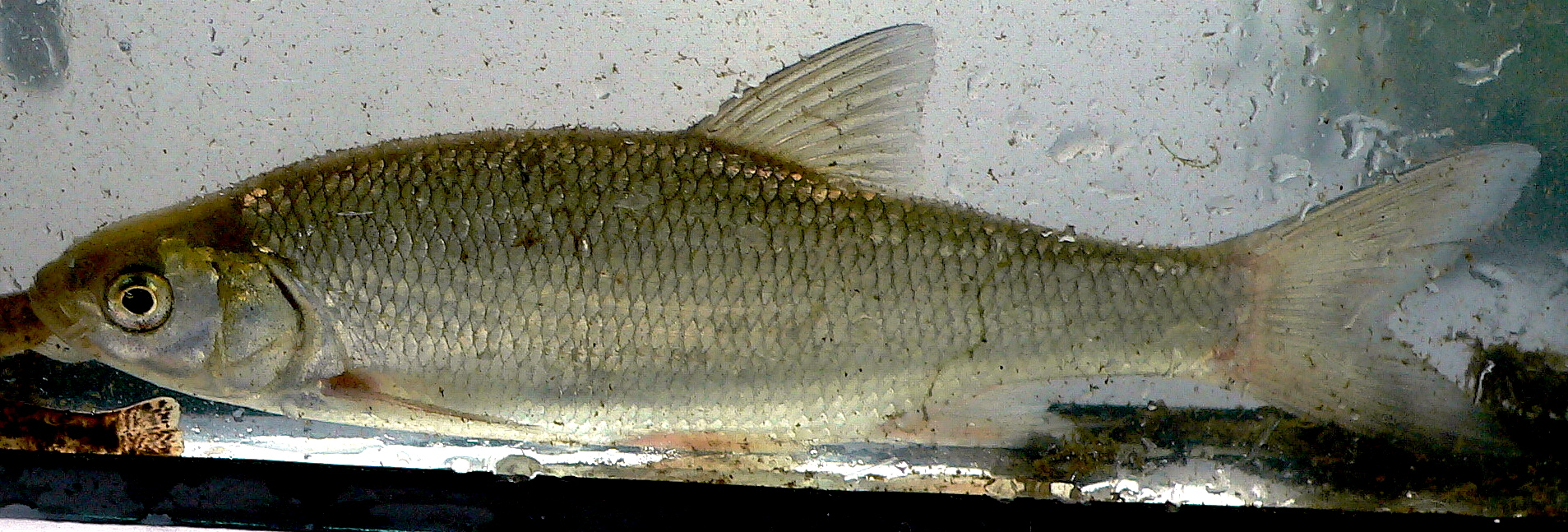
Serpeling
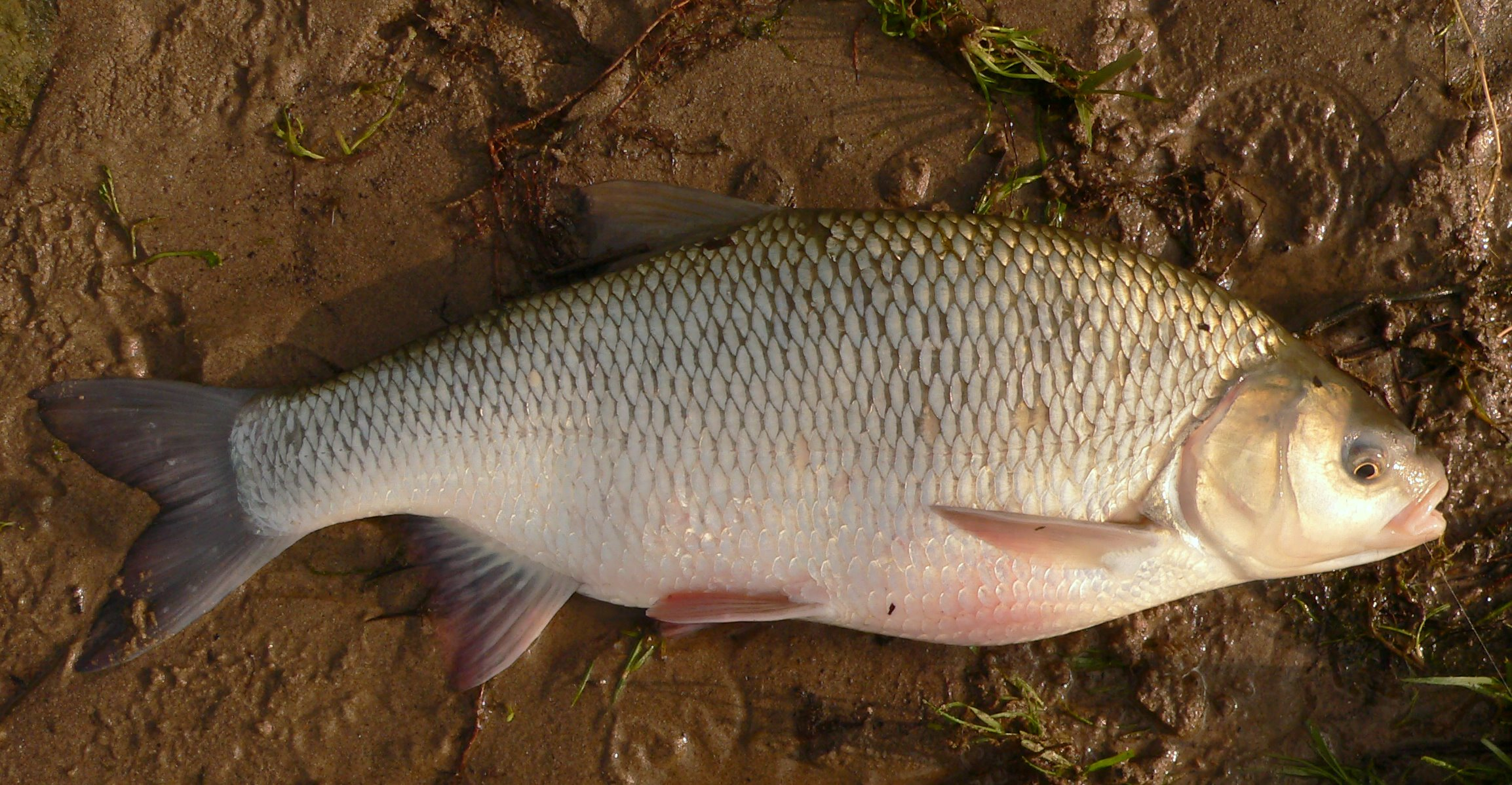
Winde

## Sportvisserij
De voorns staan bekend als aantrekkelijk voor sportvissers. In verhouding tot hun grootte en gewicht spartelen ze flink tegen nadat ze aan de haak geslagen zijn, mits men ze met licht materiaal bevist. De voorns zijn op een aantal plaatsen verdrongen door de brasem, die massaal is uitgezet om te benutten bij viswedstrijden. Dit gebeurt omdat de brasem eenvoudiger op de bodem bevist kan worden, het een grote vis is die in scholen voorkomt en gemakkelijk te vangen is. De bepoting met brasem heeft als nadeel dat hij het water sterk vertroebelt. Dat is slecht voor de begroeiing met waterplanten en vermindert daardoor de stand van andere vissoorten, waaronder de voorns.
Het gericht bevissen van voorn gebeurt bij voorkeur met een vaste hengel, een vlokhengel of een lichte vliegenhengel. Het aas wordt ofwel vlak boven de bodem tot enkele decimeters onder de oppervlakte aangeboden, verbonden met een dobber en gebruikmakend van een vlokhengel of vaste hengel, ofwel aan de oppervlakte in de vorm van een kunstvlieg met de vliegenhengel. Ook is het mogelijk een drijvende broodvlok aan te bieden aan een losse lijn of met behulp van een buldo. Grote voorns staan bekend als schuwe vissen, ze vragen om een geraffineerde visserij met dunne lijnen en een correcte aasaanbieding. Het vastslaan van een grote voorn op het juiste (lichte) materiaal is een ware sensatie voor de sportvisser. Het vissen op voorn is een actieve visserij. Vooral grotere voorns kunnen ook gevangen worden bij de bodemvisserij en bij het gebruik van licht kunstaas (kleine spinners), maar in dat geval spreekt men eerder van een bijvangst dan van een gerichte methode.